# NGC 7326
NGC 7326 este o galaxie situată în constelația Pegas. A fost descoperită în 7 octombrie 1874 de către Lawrence Parsons.